# Суракарта (игра)
Суракарта — настольная игра шашечного типа для двух игроков, названная по одноимённому городу на индонезийском острове Ява. Отличительной её особенностью является игровое поле с неевклидовой геометрией, на котором линии замыкаются сами на себя.
В самой Индонезии название также прижилось, однако во избежание путаницы с городом оно употребляется с уточняющим словом «игра» — пермаинан Суракарта (индон. permainan Surakarta). Кроме того, на Яве распространено наименование дам-даман (индон. dam-daman). Из-за схожести вида поля с лопастями иногда игру называют также мельницей.

## История
Об истории появления игры известно достаточно мало и яванское её происхождение спорно. С одной стороны, изображение четырёхлепесткового игрового поля было найдено в одном из древних храмов острова, с другой — на Корейском полуострове.
Исследователи датируют появление игры XVII веком, когда на индонезийские острова голландские завоеватели завезли испанские шашки алькерк. Известной на весь мир суракарту сделал историк-игровед Роберт Белл, который во второй половине XX века, опираясь на французское издание 1970 года, в котором и появилось впервые название «суракарта», в своей книге описал правила игры.

## Инвентарь
Традиционными игровыми фигурами в Индонезии являются ракушки, галька или камни, а сетка игрового поля наносится на песке или вулканическим пепле. Для современной версии игры могут использоваться любые легко различимые наборы фигур (например, разные по цвету фишки), а игровое поле распечатывается на бумаге или выжигается по дереву.
Игровое поле представляет собой сетку 6х6, которая дополнена петлями, соединяющими между собой горизонтальные и вертикальные линии. В распоряжении каждого игрока имеется по 12 фигур, которыми в начале игры заполняются два крайних ряда на своей стороне доски.

## Правила
Перед началом игры жребием решается, чей ход будет первым, после чего ходы игроков чередуются. Целью является захват всех 12 фигур противника; если дальнейшие захваты невозможны, победителем считается тот, кто оставил на поле больше фигур.
Фигуры располагаются в точках пересечений линий сетки игрового поля. В свой ход игрок может переместить на незанятую позицию на один шаг в любом направлении — вперёд, назад, вбок или по диагонали — одну из своих фигур, либо специфичным для суракарты способом захватить фигуру соперника. При перемещении фигуры не могут «перепрыгивать» через другие (свои или чужие), а количество захватов чужих фигур ограничивается одним за ход.
При захвате атакующая фигура может перемещаться на любое расстояние по вертикали или горизонтали, но при этом должна быть задействована, как минимум, одна из четырёх петель игрового поля (возможно использование и большего количества). В результате захвата бьющая фигура занимает место битой, которая снимается с доски (аналогично взятию фигур в шахматах). В отличие от многих шашечных игр, в том числе классических шашек, в суракарте захват чужой фигуры не является обязательным действием.
Партия считается выигранной, когда игрок захватывает все 12 фигур противника. Если фигур на поле осталось мало и они уже не могут «поймать» друг друга (что случается довольно редко), выигрывает тот, у которого фигур сохранилось больше; при равном количестве фигур объявляется ничья.
Как правило, устраивается серия игр, победу в которой определяют по количеству выигрышных партий или по количеству набранных очков, начисленных за каждую сбитую фигуру.